# Homadaula punctigera
Homadaula punctigera is een vlinder uit de familie van de Galacticidae. De wetenschappelijke naam van de soort is voor het eerst geldig gepubliceerd in 1910 door Rebel.